# Jean Trescases
Pour les articles homonymes, voir Trescases.
Jean Jules Émile Trescases, également connu sous le nom de Jean Trescases, est un adjudant-chef de l'Armée française qui a combattu lors de différents conflits. Né le 5 avril 1916 à Palalda, dans l'actuelle commune d'Amélie-les-Bains dans les Pyrénées-Orientales, il est mort au combat le 21 novembre 1951 lors de la Guerre d'Indochine.

## Biographie
Cinquième né d'une fratrie de 4 sœurs, Jean Trescases, s'engage à l'âge de 18 ans à Perpignan. Doté d'un sens aigu de la discipline, il est affecté au 17e régiment de tirailleurs sénégalais. Il est le fils de Julien Pierre Joseph Trescases, agriculteur des Pyrénées-Orientales.
Jean Trescases se marie le 17 janvier 1946 à Perpignan, Pyrénées-Orientales, en France, avec Yvonne Marie Louise Fulachier (12 juin 1911- 18 février 1999) avec qui il eut un enfant nommé Paul Trescases.
Il vécut à Perpignan.
Au cours de sa carrière militaire, Jean Trescases a servi dans différentes unités, notamment le 42e bataillon de mitrailleurs malgaches, alors en stationnement dans l'Ariège, le 16e régiment de tirailleurs sénégalais, le 22e régiment d'infanterie coloniale et le 30e bataillon de marche de tirailleurs sénégalais. Il a participé à la Seconde Guerre mondiale et à la Guerre d'Indochine,.
Il meurt à 35 ans le 21 novembre 1951 à la suite d'une embuscade subie par le 22e RIC,.
Son nom figure sur le mur du mémorial des guerres en Indochine.

## Carrière
Affecté au 17e régiment de tirailleurs sénégalais, le soldat Trescases débarque à Beyrouth le 4 août 1934 pour rejoindre son unité. Nommé caporal deux ans plus tard, il quitte le Moyen-Orient en juillet 1937 pour servir au sein du 42e bataillon de mitrailleurs malgaches stationné à Pamiers dans l'Ariège.
Promu caporal-chef le 1er septembre 1937, puis sergent 18 mois plus tard, il se porte volontaire pour servir en Afrique occidentale française, arrivant à Port Bouet en juin 1939. Promu sergent-chef le 1er juin 1941, il est alors affecté au cabinet militaire du gouverneur de Côte d'Ivoire.
En 1942, marqué par la présence allemande en zone occupée, il rejoint la France libre après avoir traversé la frontière espagnole puis portugaise, arrivant en Grande-Bretagne par aéronef le 10 janvier 1943. Il s'engage alors pour la durée de la guerre dans les Forces françaises libres, devenant un instructeur émérite à l'École des cadets de la France libre de Ribbesford.
Après la guerre, il est affecté au 16e régiment de tirailleurs sénégalais en avril 1945, puis promu adjudant-chef en février 1946, avant de se porter volontaire pour servir en Extrême-Orient.
Il s'illustre par son courage et sa détermination lors de plusieurs engagements en Indochine, recevant de nombreuses citations pour ses actions héroïques. Le 21 novembre 1951, lors d'une embuscade près du village de Bang-Son, l'adjudant-chef Trescases est mortellement blessé. Il est déclaré mort pour la France.
Son capitaine le désigne en disant : « Il figurait parmi les plus beaux combattants d'Indochine et la réputation de sa bravoure s'étendait à tout le Tonkin ».

## Récompenses
Pour ses actions sur le champ de bataille, Jean Trescases a reçu plusieurs distinctions, :
- Chevalier de la Légion d'honneur (à titre posthume).
- Médaille militaire.
- Croix de Guerre 1939-1945, étoile d'argent
- Croix de guerre des Théâtres d'opérations extérieurs avec 2 palmes, 1 étoile de vermeil, 1 étoiles d'argent et 3 étoiles de bronze.
- Médaille coloniale, avec l'agrafe "Extrême-Orient".
- Médaille commémorative de la campagne d'Indochine.
- Médaille commémorative française des opérations du Moyen-Orient.

Au cours de sa carrière, Jean Trescases a reçu 8 citations.

## Hommages
Il est nommé Parrain de la 261e promotion de l'École nationale des sous-officiers d'active, 2e bataillon du 4 mai au 18 décembre 2009,,.
Son nom figure sur le Mémorial des guerres en Indochine à Fréjus.
La salle d'évènements de sa commune natale porte son nom.